# トラツリアブ
トラツリアブ（虎長吻虻、学名: Anastoechus nitidulus）とは、ハエ目（双翅目）ツリアブ科に属する昆虫。

## 特徴
数が非常に少なく、1915年に松村松年が初めて紹介した際にも希少な種となっている。1991年を境に確認例が途絶えていたが2005年にインターネット上に写真が掲載されたことで大きな反響を呼んでいる。現在も数が激減している。
体長10mm前後で、バッタ類の卵鞘に卵を寄生させる。どのバッタに寄生させるかは不明であるが、トラツリアブが確認されている地域ではセグロバッタが多くみられるため、セグロバッタに寄生させているものと思われる。成虫は晩秋に出現する。

## 分布
主にユーラシアに分布する。日本国内には岡山県で多くみられ、特に瀬戸内沿岸丘陵、山地の一部に限られている。大阪、兵庫、三重、山口、愛媛でも確認された他、九州でも確認された。